# КС-18
КС-18 (в некоторых источниках фигурирует как БХМ-1) — советский средний по массе химический бронеавтомобиль межвоенного периода, созданный на базе грузового автомобиля ЗИС-6.
Машина была принята на вооружение и выпущена малой серией в 94 экземпляра.

## История создания
В 1935 году заводом ДРО города Выкса по заказу Военно-химического управления РККА был создан проект химического бронеавтомобиля на базе шасси грузового автомобиля ЗИС-6, получивший обозначение КС-18. В 1937 году началось серийное производство машины, продолжавшееся до 1939 года. Всего было выпущено 94 бронеавтомобиля.

## Описание конструкции
КС-18 имел капотную переднемоторную, заднеприводную автомобильную компоновку. Моторно-трансмиссионное отделение размещалось в носовой части корпуса, отделение управления — в средней; за отделением управления находился бак для боевого химического вещества. Экипаж машины состоял из двух человек (механика-водителя и командира, выполнявшего также функции стрелка), его посадка и высадка осуществлялись через две боковые двери, открывавшиеся назад.

### Броневой корпус и рубка
Броневой корпус машины изготавливался из катаных стальных броневых листов толщиной 4—8 мм и имел коробчатую форму с сильно выступающей рубкой. Носовая часть бронекорпуса имела ступенчатую форму и состояла из верхнего листа, образовывавшего лоб рубки отделения управления, среднего листа, установленного под близким к горизонтали углом и образовывавшего крышу моторно-трансмиссионного отделения, а также образовывавшего лоб моторно-трансмиссионного отделения нижнего листа. Для доступа к моторно-трансмиссионному отделению в его бортовых бронелистах имелись два прямоугольных люка, открывавшихся вверх. За рубкой находился забронированный резервуар для химического вещества.

### Вооружение
Стрелковое вооружение машины состояло из одного 7,62-мм танкового пулемёта ДТ, установленного в шаровой установке в лобовом бронелисте отделения управления слева.

### Химическое оборудование
Машина оснащалась специальным химическим оборудованием марки «КС-18» производства завода «Компрессор» и баком ёмкостью 1000 л. В зависимости от вещества, наполняющего бак, машина могла выполнять различные задачи — постановку дымовых завес, дегазацию местности или распыление боевых отравляющих веществ.
Постановка дымовых завес осуществлялась с использованием смеси S-IV. При полностью заполненном баке смеси было достаточно для 25—30 минут непрерывной работы.
Дегазация местности производилась при помощи распылительной колонки. Полностью заполненного бака хватало на обработку 2600 м².
Заражение местности ОВ осуществлялось с помощью специального распылителя подковообразной формы, обеспечивавшего полосу распыления шириной в 25 м.

### Средства наблюдения и связи
Экипаж машины осуществлял наблюдение через три смотровые щели, расположенные по одной в лобовом броневом листе отделения управления и в бортовых бронелистах над дверьми.
Для обеспечения внешней связи на машине была установлена радиостанция 71-ТК с поручневой антенной.

### Ходовая часть
Ходовая часть машины — колёсная, с колёсной формулой 6 × 4. Подвеска машины — зависимая на полуэллиптических листовых рессорах. Для увеличения проходимости машина оснащалась быстросъёмными гусеничными лентами «Оверолл», перевозившимися на задних крыльях.

### Электрооборудование
Потребители электроэнергии включали в себя радиостанцию, а также две фары, установленные над крыльями, и стоп-сигнал. Так же имело место небольшое зарядное устройства, позволяющее продлить работу.

## Служба и боевое применение

### Организационная структура
КС-18 состояла на вооружении рот боевого обеспечения танковых бригад; по штату каждая такая рота должна была быть оснащена четырьмя машинами. Информация об их эксплуатации и использовании в войсках отсутствует.

### Боевое применение
О боевом применении КС-18 известно крайне мало.
Во время советско-финской войны 9 машин входили в состав танковых бригад Северо-Западного фронта; информация об их боевом применении отсутствует.
Известно также, что КС-18 применялись в начальный период Великой Отечественной войны, и что как минимум одна машина была уничтожена в бою с германскими войсками летом 1941 года.

## В массовой культуре

### Стендовый моделизм
В индустрии стендового моделизма КС-18 практически не представлена. Модель машины в масштабе 1:43 выпускается мастерской «Сергеев».